# 궁평2지하차도 침수 사고
궁평2지하차도 침수 사고는 2023년 7월 15일 대한민국 청주시 흥덕구 오송읍 오송역 인근 궁평2지하차도가 집중호우로 인한 미호강 범람으로 침수되어 차량 17대가 물에 잠기고 14명이 사망, 9명이 구조된 사고이다. 2023년 여름 한반도 집중호우의 사망자에는 집계되지 않는다.

## 배경

### 궁평2지하차도
궁평2지하차도는 청주시 오송읍 궁평리에서 신촌리를 잇는 지하차도로, 오송역과 청주공항을 잇는 지방도 제508호선의 왕복 4차선 지하차도이다. 지하차도 위는 충북선 철로와 국도 제36호선 미호천교가 지나며, 총 길이는 685 m, 지하 구간은 410 m로 2019년 준공되었다. 사고 당시 범람한 미호강과는 약 200-300 m, 미호천교와는 400 m 정도 떨어져 있다.
지하차도 내부에는 2019년 행정중심복합도시건설청이 만든, 3톤의 빗물을 처리할 수 있는 배수펌프가 4개 있으며 시간당 최대 83㎜의 물을 처리할 수 있도록 설계되었다.
2020년 7월 3명이 숨진 부산 초량1지하차도 침수 사고 이후 전국 지자체에 자체적으로 지하차도별 위험 등급분류(1∼3등급)에서 궁평2지하차도는 충청북도측이 2019년에 신축돼 침수 위험이 크지 않다고 판단해 '침수 위험 보통'에 해당하는 '3등급'으로 분류했다. 다만 이 지하차도에서는 2023년 6월 7억 원의 예산을 배정 받아 올해 내로 침수 우려 지하차도에 대한 자동 차단시설을 설치할 계획이었으나 사고 직전까지 설치가 되진 않았다.

### 2023년 집중호우
사고 당일인 7월 15일에는 충청권, 전라권, 경상권 전역에 호우경보가 내려졌으며 특히 충청권에는 13일부터 이틀간 300~570 mm에 달하는 호우가 쏟아졌다. 이 때문에 당시 궁평2지하차도 바로 근처의 미호강은 7월 15일 오전 4시 10분에 홍수경보가 발령되었다.
소방당국에 따르면 7월 15일 오전 8시 40분경 지하차도에서 550 m 정도 떨어진 철골 가교 끝 제방 둑이 터지면서 도로와 농경지로 강물이 흘러들었으며, 이 물이 지하차도에도 유입되어 침수되었다고 분석했다.

## 전개

### 7월 15일
7월 15일 8시 35분 전후, 미호강의 범람으로 인근 궁평2지하차도가 빠른 속도로 침수되기 시작했다. 최초 신고 시각은 오전 8시 45분으로, 오후 3시 40분 소방청의 언론 브리핑에 따르면 지하차도 내에는 시내버스 1대를 포함해 19대가 침수되었으며, 발표 당시 9명을 구조하고 1명이 사망한 채 발견되었으나 버스 내에 최소 8명이 구조되지 못했다는 증언이 있어 고무보트 4대 등 장비 33대와 군경을 포함해 인력 279명을 투입해 구조 작업을 시작했다.
침수 당시, CCTV에서는 터널을 지난 청주 급행버스 747번 버스가 오르막 경사로에서 흙탕물 흐름에 휩쓸려 침수되었다. 소방본부 측은 당시 지하차도에 물 6만톤이 들어간 것으로 확인했으며, 버스에는 교통카드 이력으로 보면 기사 포함 10명이 탑승했다. 747번 급행버스는 원래는 궁평2지하차도를 지나지 않으나, 홍수로 기존 노선이 침수되어 우회를 통해 지하차도로 가던 도중 사고를 당했다. 버스 외에도 CCTV를 통해 차량 18대에서 최소한 27명이 고립된 것으로 추정되었다. 또한 당시 14톤 트럭을 몰고 지하차도를 지나던 운전자에 따르면 "버스 기사가 물을 빼려고 옆 유리를 다 깼는데 물이 지하차도로 너무 많이 들어와서 버스가 지하차도 속으로 빨려 들어갔고, (트럭 운전기사는 탈출했지만) 14톤 화물차도 잠겨 버렸다"고 말했다.
구조 작업 시작 이후인 오후 5시 40분경에는 소방청이 1시간 30분 정도의 배수 작업을 통해 수위를 약 15 cm 내렸다고 발표했으나, 서정일 청주서부소방서장은 현장 브리핑에서 "미호강 둑이 유실돼 흙탕물이 계속 유입되고 있다"며 배수 작업에 어려움이 있다고 말했다. 또한 호우도 계속 이어지고 있어 미호천의 제방을 복구해야 하는데 최소 1∼2일이 소요될 것으로 예상된다고 밝혔다.
이날 8시 30분 재난당국의 3차 언론 브리핑에 따르면 지하차도 침수 사고와 관련된 실종신고가 11건, 총 11명이 접수되었으며, 경찰은 지하차도 인근 CCTV를 분석해 사고 당시 차량 15대(버스 1대·화물차 2대·승용차 12대)가 지하차도 내에 진입했다고 분석했다. 또한 인원 304명, 장비 48대와 구조대 4개 보트를 투입해 수색작업을 벌였지만 15일에는 실종자를 찾지 못했다. 당시에는 소방당국 파악으로는 차량이 19대 침수되었으나 종합 결과 인근의 궁평1지하차도에 4대가 침수돼 있었는데 이곳에서는 인명 피해가 없었으며, 2지하차도에 15대가 침수되었던 것으로 확인되었다.

### 7월 16일
장시간 배수 작업과 물막이 공사를 병행한 결과 16일 새벽부터 지하차도의 수위가 낮아지기 시작해, 오전 3시경에는 침수된 버스가 물 밖으로 드러나 버스 수색이 시작되었다. 오전 5시 55분경에는 잠수부 4명을 지하차도 양방향에서 투입해 내부 수색을 시도했다. 소방당국에서는 "입구 기준 수위와 천장의 간격 1 m가 확보돼 잠수부가 들어갔다"고 했으나 온통 흙탕물이라 시야 확보가 어려워 수색에는 시간이 걸릴 것이라고 말했다. 또한 세종에서 오송 방향 입구에선 배수 작업이 빠르게 진행돼 입구 50 m 지점에 있던 승용차를 인양했다. 차 안에서 탑승자는 발견되지 않았다.
수색 결과 오전 8시경 내부 수색 과정에서 실종자 시신 5구를 발견했다고 소방당국이 발표했다. 이로써 사망자가 6명으로 늘어났으며, 사망자 5명은 전부 잠겨 있던 시내버스 안에서 인양되었다. 첫번째 실종자는 이날 오전 7시 26분쯤 버스 앞 출입구 쪽에서 확인됐으며 두번째, 세번째 실종자는 각각 오전 7시 31분, 오전 7시 38분쯤 버스 뒤편에서 발견됐다. 7시31분에서 38분 사이 버스 뒤쪽에서 여성 3명과 남성 1명 등 실종자 4명을 추가 발견해 주검을 수습했다. 뒤이어 오전 8시 50분경 사고 현장 지하차도 입구에서 남성 실종자 주검 1구를 발견한 데 이어, 이날 낮 여성으로 보이는 주검 1구를 추가 수습했다고 충북소방본부가 발표하면서 사망자는 총 8명으로 늘어났다. 밤샘 배수 작업과 물막이 공사로 지하차도 수면 위 1m 공간을 확보했으며, 소방 관계자는 "잠수부 12명을 4개조로 나눠 수색 작업을 진행 중"이라며 "이르면 3시간 뒤부터 도보 수색이 가능할 것"이라고 말했다.
한편 도로를 관리하는 충청북도에서는 실종자들이 생존할 수 있는 에어포켓의 존재 가능성은 적게 봤다. 이석식 충청북도 도로관리사업소장은 "지하차도는 사각형 박스 구조로 에어포켓은 생기지 않을 것으로 보고 있다"고 밝혔다.
오후 1시 30분경에는 소방당국이 여성 실종자 시신 한구를 추가 인양했다고 발표했다. 사망자는 총 9명으로 늘어났으며 성별로는 여성 6명, 남성 3명이다. 배수 작업과 수색 작업을 동시에 진행하면서 이 시각에는 지하차도 천장까지 찼던 물이 어른 무릎 높이까지 빠졌다. 이날 밤 9시 54분쯤부터는 지하차도에 군인 등을 투입해 도보 수색 작업을 실시하기 시작했으나, 진흙으로 인해 작업에 차질을 빚고 있는 것으로 알려졌다.

### 7월 17일 이후
17일 구조당국은 지하차도 내부의 물이 어느 정도 빠졌다고 판단, 이날 오전 0시 9분께부터 도보 수색을 실시했으며 오전 1시 25분경 도보 수색 과정에서 세종 방면 출구 앞 100ｍ 지점 기둥 인근에서 (이번 사고로 침수됐던) 747번 시내버스 기사의 시신이 수습되었다. 이로 사망자는 10명으로 늘었다. 또한 배수 작업이 상당히 진행되며 여성 1명과 남성 2명을 시신을 추가로 수습해 총 사망자는 13명, 실종자 1명,  사고 차량은 총 17대로 확인되었다. 실종자 1명은 CCTV상 시민 1명이 차량 한 대에서 탈출하는 모습이 추가로 포착된 사람으로, 소방 관계자는 "가장 깊은 지하차도 가운데에서 차량 한 대가 추가로 발견됐고, CCTV상 한 사람이 운전석 문을 열고 나오는 모습을 확인했다"며 수색중이지만 도로 밖으로 유실됐을 가능성도 배제할 수 없다고 밝혔다.
17일 저녁 7시 52분경에는 지하차도 인근 농경지에서 60대 여성 실종자의 시신을 수습했으며, 이 여성은 실종 신고가 접수된 12명 가운데 1명으로 실종자 12명의 신원이 모두 파악됐고, 소방 당국은 수색 작업을 마무리할 예정이라고 밝혔다. 최종적으로 사망자는 14명, 부상자는 9명으로 집계되었다.
1차 인명수색 종료 이후에는 18일에 경찰이 지하차도로 들어가 유류품을 수색하며 진흙을 퍼내는 복구 작업을 진행하고 있으며, 경찰 측은 진흙을 모두 퍼내야만 감식을 할 수 있다며 복구 작업 이후 수색과 조사를 시작한다고 밝혔다.

## 사고 원인과 수사
침수 발생 당시 오전 8시 35분에 버스 기사가 지하도를 지났는데, 신고 시간을 고려하면 강둑이 터진 뒤 도로로 유입된 강물이 불과 2~3분 만에 지하차도를 침수시킨 것으로 추정되었다며 충청북도 관계자는 미호천 주변 둑 50-60 m가 일시 붕괴하면서 순식간에 지하차도가 잠겼던 것으로 추정했다. 당시 지하차도와 둑의 거리는 좀 있었으나 미호강 주변 둑이 무너지면서 한꺼번에 많은 양의 강물이 유입되었고, 지하차도 주변이 평평한 농지다 보니 강물이 농지를 거쳐 지하차도까지 흘러들어 오는 데 오랜 시간이 걸리지 않아 범람한 물이 그대로 지하차도로 유입되었다.
또한 침수 당시 지하차도가 통제되지 않았다. 새벽 5시 30분부터 미호강 동쪽의 강내면에서는 국도 제36호선의 일부 도로를 통제했지만, 궁평2지하차도 주변에는 차량이 통행하고 있었다. 또한 사고가 난 지하차도는 행정안전부가 정한 위험등급 중 가장 낮은 3등급 시설로, CCTV를 이용한 감시 외에, 가장 중요한 도로 통제는 이뤄지지 않았다. 행정중심복합도시건설청이 도로 공사를 하는 과정에서 임시로 쌓아놓은 제방도 제 역할을 하지 못해 붕괴되었다.
지하차도 내에는 분당 3톤의 빗물을 처리할 수 있는 배수펌프가 4개 있었으나,  미호천서 범람한 물이 한꺼번에 지하차도로 밀려 들어오면서 배수펌프에 전기를 공급하는 배전선이 고장나 배수펌프가 작동하지 않았다.

### 통행 통제 문제
동아일보에서는 사고 발생 4시간여 전인 15일 오전 4시 10분경 금강홍수통제소가 미호천교 지점의 홍수주의보를 홍수경보로 변경해 발령하면서 "청주시민은 유의하라"고 발표했으며, 또한 홍수통제소에서 "오전 6시 반 경 유선 전화로 청주시 흥덕구청에 전화해 교통통제나 주민대피 등 지자체의 관련 매뉴얼에 따른 조치해 달라고 했다"고 했으나 충청북도에서는 어떠한 교통 통제도 없었다고 보도했고, 충청북도 측에서는 "지하차도 중심에 물이 50 cm 정도 차야 교통통제를 하는데 사고 발생전까지는 별 이상이 없었다"라고 말했다.
사고를 당한 747번 급행버스의 경우에도, 폭우로 도로 곳곳이 통제되자 노선 통제 없이 10 km를 돌아 지하차도로 우회하던 도중 사고를 당했다. 사고 당시 청주시내버스 회사 관계자에 따르면 15일 오전 8시 50분경 청주시는 관내 시내버스 회사에 미호대교를 지나는 시내버스는 궁평2지하차도로 우회하라고 지시하여 급행버스가 지하차도로 우회했다.

### 부실한 제방 문제
장찬교 궁평1리 전 이장은 언론과의 인터뷰에서 "오전 7시40~50분에 현장에 가보니 인부 3~4명이 미호강 범람에 대비해 모래성을 쌓고 있었다"고 했는데 이 모래성은 포크레인 1대로 모래성으로 쌓은 임시제방으로 부실하게 쌓은 모래제방이 붕괴되었다고 말했다. 당시 임시제방이 있던 곳은 미호강 철골 가교 사이에 있는 임시 둑으로, 새 다리를 놓기 전 청주~오송을 오가는 통행로로 활용하기 위해 행복도시건설청이 공사중이었다. 당시 장찬교씨는 가교 사이 구간이 비스듬한 형태로 원래 제방보다 낮았다고 말했으며, 원래 있던 미호강 제방에선 3 m 밑으로 강물이 차올라 있어 어느 정도 여유가 있었으나 임시로 쌓은 둑은 맨눈으로 봤을 때 30 ㎝ 밑까지 물이 찼다고 말했다.
공사를 위해 허물었던 둑에 쌓은 임시 둑은 원래 제방 높이인 강 바닥 기준 11 m 52 cm과 비교하여 임시 둑은 그보다 1 m 56 cm 더 낮은 것으로 확인되었다. 사고가 나기 직전 미호천 수위는 10 m를 넘어 임시 둑 높이를 넘겼으나 15일 미호천의 최고 수위는 10 m 9 cm로 원래 제방이었다면 버틸 수 있는 높이였다. 행정중심복합도시건설청 관계자는 이에 교각 밑으로 제방을 쌓아 기존 제방 높이로는 쌓을 수 없는 상황이었다고 말했다.

### 관련 수사
7월 17일, 충북경찰청은 이번 참사와 관련해 실종자 수색이 마무리되는 대로 전담수사팀을 구성할 예정이라고 밝혔다. 또한 수사 상황에 따라 수사전담본부로 규모를 확대할 가능성도 있다고 말했다. 경찰은 우선 미호강의 홍수 경보에도 300-400 m 거리인 궁평2지하차도에 대해 교통통제가 이뤄지지 않은 경위와 이유, 보고 체계를 우선 조사한다.
7월 21일, 국무조정실이 112 신고 뒤 현장에 가지도 않고 출동한 것처럼 허위 보고를 했다는 정황으로 경찰 6명을 검찰에 수사 의뢰했다.

## 반응
7월 15일, 침수 사고 현장에 남화영 소방청장과 김영환 충청북도지사가 방문했다. 또한 이범석 청주시장도 사고 현장을 찾아 시에서 지원할 수 있는 최대한 지원하겠다고 말했다.
7월 16일에는 한덕수 국무총리가 지하차도 차량 침수 사고와 관련해 "구조작업에 군과 경찰, 소방, 지방자치단체의 모든 인력과 자원을 총동원하고 있다. 빠른 시간 내 구조작업이 완료되도록 하겠다"고 밝혔다. 이날 저녁에는 한덕수 국무총리가 사고 현장을 방문했다.
16일 같은 날 윤석열 대통령은 "이번 폭우로 인해 돌아가신분들의 명복을 빌며 유가족 여러분께 위로의 말씀을 드린다"며 "지자체가 현장에서 신속하게 필요한 조치를 할 수 있도록 기상청, 산림청 등 유관기관은 위험정보를 실시간으로 전파 해야한다"고 말했다.
16일 이재명 더불어민주당 대표는 민방위복 차림으로 침수 사고 현장을 방문해  "참 안타깝다"면서 "신속하게 수습할 수 있게, 도움이 될 수 있는 걸 최대한 찾아봐야겠다"고 말했으며 20여분 동안 통제선 바깥쪽에서 배수 작업 등 현장을 지켜봤고 소방 당국 브리핑 등은 받지 않았다.
사건 후 2023년 12월 29일 미호강변로 도로명이 생겼고 2024년 9월 12일 절반만 재개통 되었다. 2024년 10월 31일 오후 10시 완전개통 되었다.

## 같이 보기
- 2023년 여름 한반도 집중호우